# Cervera (företag)
Cervera är en svensk butikskedja med produkter till köket och hemmet. År 2018 fanns 74 fysiska butiker i Sverige, varav 15 franchisebutiker. Cervera har en ehandel och sedan våren 2018 finns även en i Norge. Cervera äger också NK Glas, Porslin & Kök i Stockholm och Göteborg.  
Företaget ägdes fram till 2015 av Ica Gruppen då alla aktier i bolaget förvärvades av riskkapitalbolaget Accent Equity. Cervera har två egna varumärken: Anders Petter och Table Top Stories. Butikskedjan är Sveriges största inom kök och inredning. Företaget har omkring 300 anställda och har funnits sedan 1987. Sedan våren 2018 finns Cervera som onlinebutik i Norge. Under pandemiåret 2020 gjorde Cervera en satsning på Vintage med namnet Cervera Vintage. I juni 2021 blev Cervera & co uppköpt av det norska Homeco. Hans Redig Bolin blev VD i maj 2022. Våren 2022 fick Finland en onlinebutik.